# Adam Cole
Adam Cole, pseudonimo di Austin Jenkins (Lancaster, 5 luglio 1989), è un wrestler statunitense sotto contratto con la All Elite Wrestling.
Cole ha lottato in WWE dal 2017 al 2021 esclusivamente nel roster di NXT, conquistando una volta l'NXT Championship, l'NXT North American Championship e l'NXT Tag Team Championship (con Bobby Fish, Kyle O'Reilly e Roderick Strong dell'Undisputed Era); ha inoltre vinto la terza edizione del torneo Dusty Rhodes Tag Team Classic (con Kyle O'Reilly) e risulta essere il secondo wrestler ad aver completato la Triple Crown di NXT.
Prima di approdare in WWE nel 2017, ha militato per dieci anni nel circuito indipendente nordamericano e in varie federazioni come la Combat Zone Wrestling e la Ring of Honor, dove ha vinto tre volte il ROH World Championship e una volta il ROH World Television Championship.

## Carriera

### Combat Zone Wrestling (2008–2013)

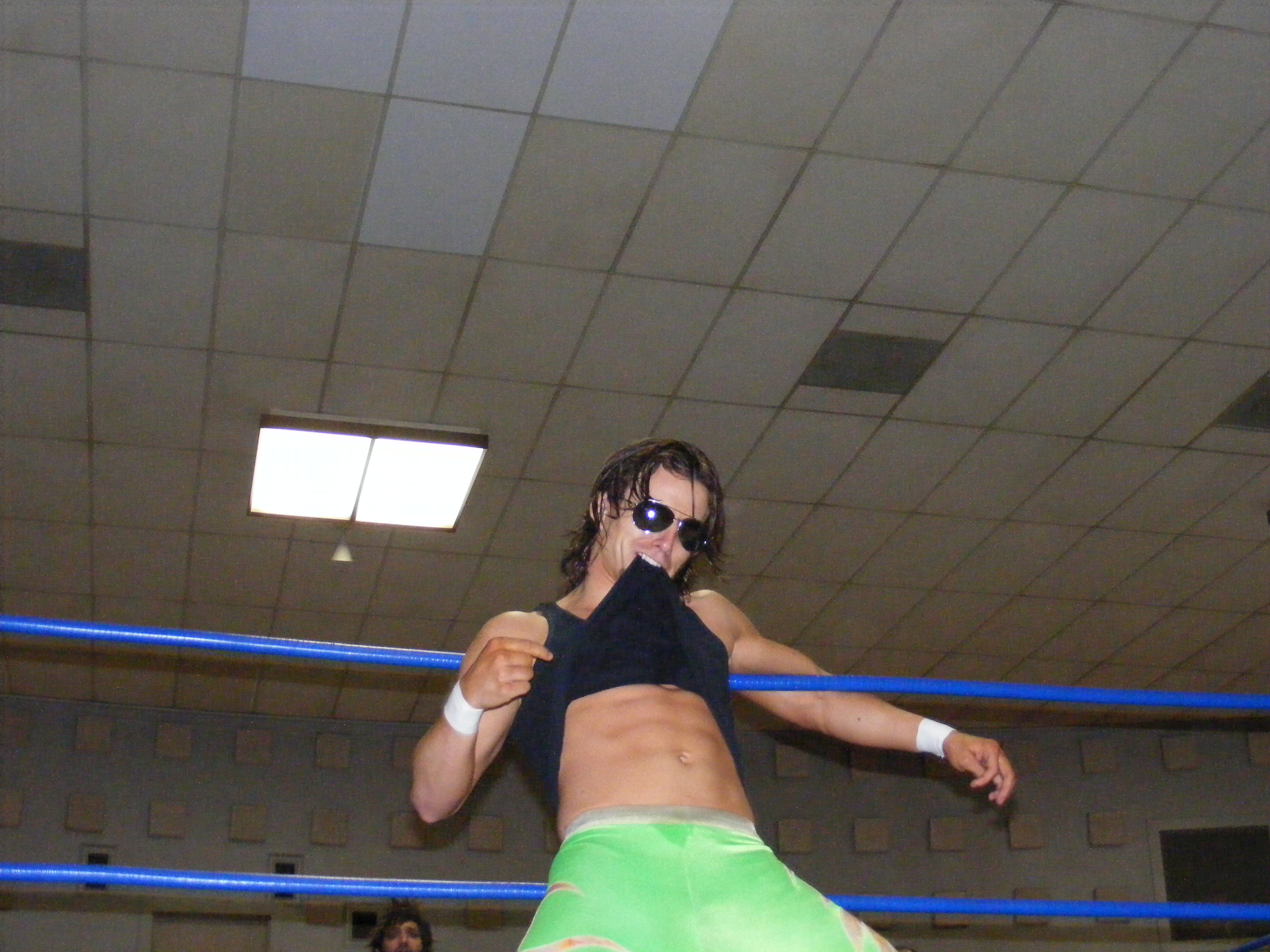
Adam Cole nel 2010

Jenkins iniziò a fare wrestling nella Combat Zone Wrestling, iscrivendosi alla scuola di DH Hyde e Jon Dahmer. Il 14 novembre 2007, diventò studente ufficiale della scuola e fece il suo debutto il 21 giugno 2008, facendo squadra con The Reason, perdendo contro Joe Gacy e Alex Colon. Al Chri$ Cas$ Memorial Show, sconfisse Tyler Veritas, altro alunno della scuola, vincendo così il suo primo match. La prima rivalità fu con Gacy e Colon, sfidandoli facendo coppia con partner diversi. L'11 ottobre, Gacy, Colon e EMO sconfissero HDTV, Cole e LJ Cruz in un 6-man tag team match. Cole ottenne la sua rivincita contro EMO, Colon e Gacy a Cage Of Death 10: Ultraviolent, quando lui, Veritas e Cruz sconfissero i tre in un match a 6.
Nel 2009, iniziò a fare squadra regolarmente con Tyler Veritas. A "X: Decade of Destruction –10th Anniversary", Cole e Veritas vinsero un Tag Team Gauntler Match contro i The S.A.T., L.J. Cruz e Izzy Kensington, 2.0, A.M.I.L., e i GNC. Nello show di marzo seguente, furono sempre loro a prevalere in un altro Fatal 4-Way Match contro Jagged & Cole Calloway, i GNC e Andy Sumner & Drew Gulak. Dopo una pausa, ritornò a A Tangled Web 2 l'8 agosto, dove lui e Veritas vinsero un terzo Fatal 4-Way Tag Team Match contro i BLKOUT, Team Macktion (TJ Mack e Kirby Mack) e The Spanish Armada (L.J. Cruz e Alex Colon). A Down With The Sickness Forever, Cole e Veritas si guadagnarono quindi la possibilità di sfidare i The Best Around (TJ Cannon e Bruce Maxwell) per il CZW World Tag Team Championship, ma persero l'incontro. Dopo questa sconfitta i due si divisero e si concentrarono sulle carriere in singolo, iscrivendosi entrambi al torneo per decretare il primo Wired TV Championship. Cole sconfisse Alex Colon e Rich Swann, prima di perdere proprio contro Veritas.
A Walking on Pins and Needles nel marzo 2010, Cole combatté contro Sabian un match finito oltre il tempo limite di 15 minuti. Nello stesso anno, iniziò anche a gravitare intorno al CZW World Junior Heavyweight Championship, infatti il 10 aprile, sfidò Sabian per il titolo, risoltosi in No Contest. L'8 maggio, vinse un Triple Treath Match per la cintura battendo Ruckus e Sabian. La difense per due volte contro Ryan Slater, prima di effettuare un Turn Heel il 9 ottobre, attaccando il suo ex compagno Tyler Veritas. Dopo aver battuto anche AR Fox e Zack Sabre Jr., si guadagnò la fiducia di Mia Yim che diventò la sua manager.
Nel febbraio 2011, a Twelve: Anniversary, Cole si qualificò per il Best of the Best X tournament, sconfiggendo Pinkie Sanchez. Battendo Kyle O'Reilly e Johnny Gargano in un Triple Treath, si qualificò anche per il secondo turno, dove schienò anche Zack Sabre Jr. Vinse il torneo battendo Sami Callihan nella finale. Adam trovò poi un ulteriore alleato nel suo allenatore DJ Hyde, che in più occasioni lo aiutò a mantenere il titolo interferendo negli incontri. Il 12 novembre, dopo ben 553 giorni di regno, Cole perse lo World Junior Heavyweight Title contro Sami Callihan, nonostante le interferenze in suo favore di Hyde e Mia Yim.
Nel 2012, si concentrò sul CZW World Heavyweight Championship non riuscendo a vincerlo contro Devon Moore. A Best of the Best 11, Hyde tradì Cole per Tony Nese. Da ciò scaturì una rivalità tra Hyde e Cole. Nel novembre 2012, ebbe una rivalità con Callihan, i due si affrontarono a Cage of Death 14: Shattered Dreams, dove Cole vinse in un No Holds Barred match.

### Circuito indipendente (2009–2017)

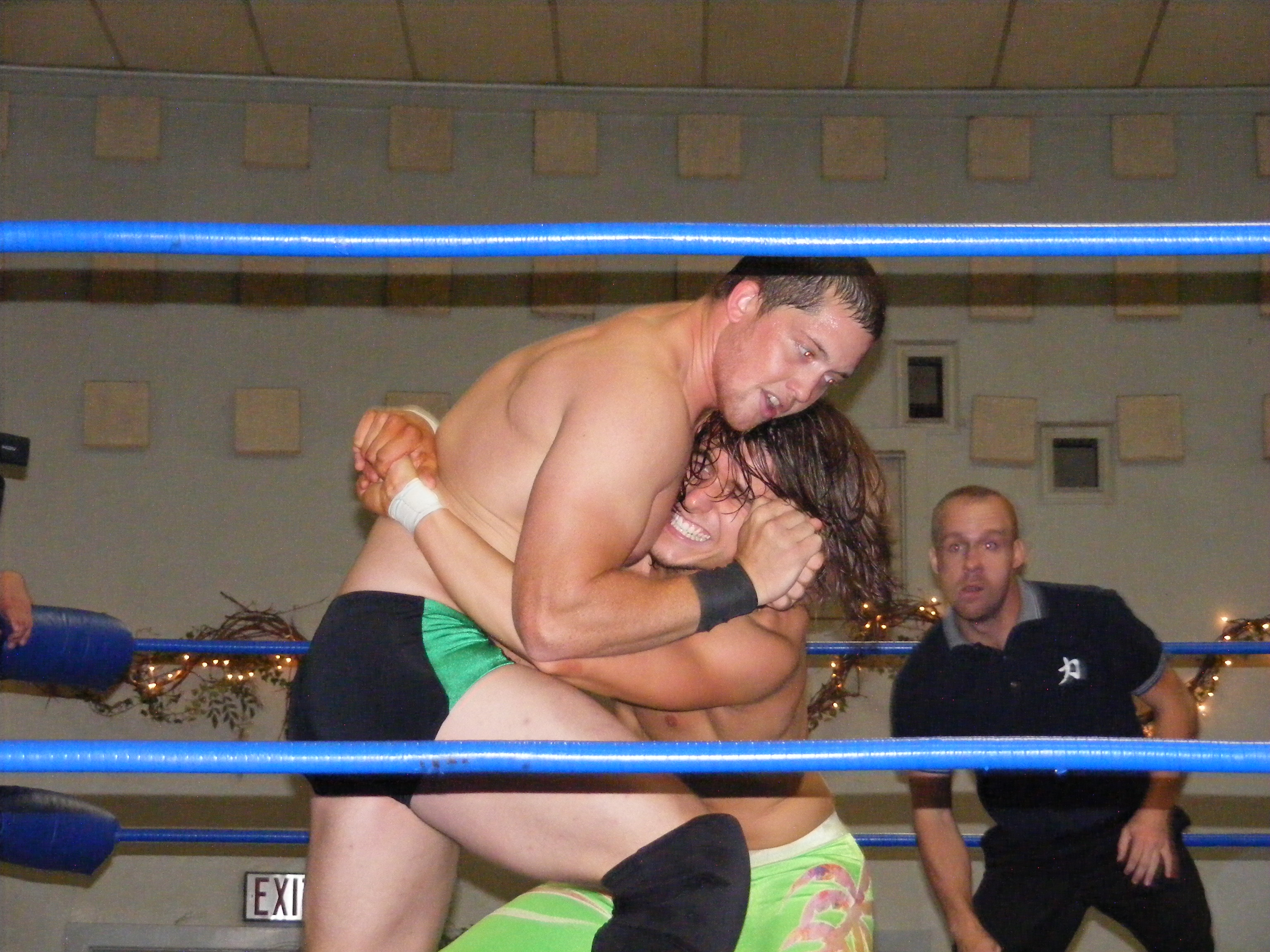
Cole e Kyle O'Reilly nel loro quarto di finale della Chikara Young Lions Cup del 2010 della promozione Chikara

Cole ha iniziato a competere per la promozione Evolve nel 2010, facendo il suo match di debutto per la promozione il 1º maggio a Evolve 3: Rise Or Fall, perdendo contro Sami Callihan. A Evolve 4, Cole ha sconfitto Johnny Gargano per migliorare il suo record portandolo a una vittoria e una sconfitta. Dopo la sua vittoria sfidò Jimmy Jacobs a un incontro nello spettacolo successivo. A Evolve 5: Danielson vs Sawa, Cole ha perso contro Jacobs.
Cole è apparso al pay-per-view registrato di Dragon Gate USA (DGUSA) DGUSA Freedom Fight il 28 novembre 2009, nel pre-spettacolo, dove ha lottato con Kyle O'Reilly perdendo. Il 24 luglio 2010, Cole è apparso al pay-per-view registrato Enter the Dragon 2010 della DGUSA in un fatal 4-way match contro Chuck Taylor, Arik Cannon e Ricochet, che è stato vinto da Taylor.
Il 28 agosto 2010, Cole è apparso al torneo di Chikara chiamato Chikara Young Lions Cup. Ha sconfitto Kyle O'Reilly nei quarti di finale, ma è stato eliminato dalla semifinale six man elimination match da Obariyon.

### Ring of Honor (2009–2017)

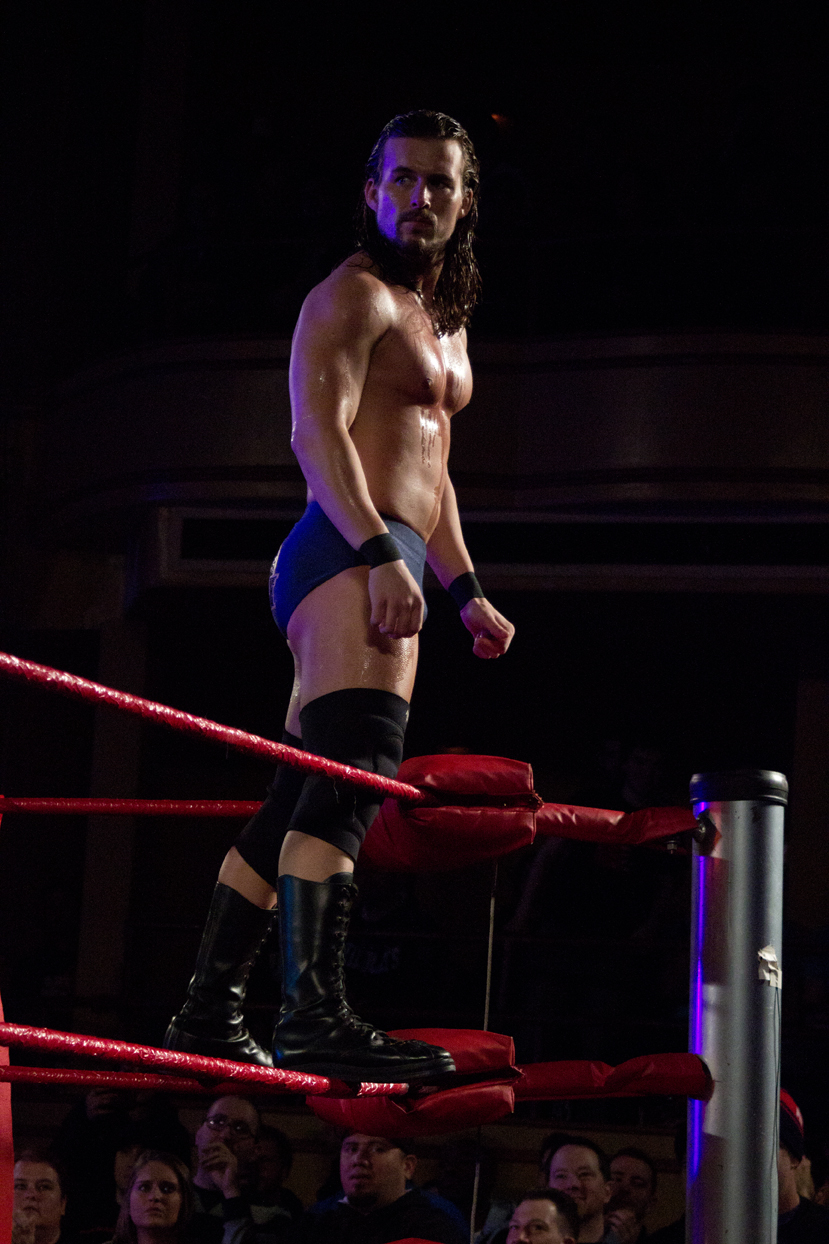
Adam Cole nel 2013

Cole fece il suo debutto per la Ring of Honor il 26 luglio 2010, facendo coppia con Nick Westgate, perdendo contro Chris Hero e Claudio Castagnoli. Il 23 agosto, venne annunciata la firma con la compagnia di Philadelphia da parte del wrestler. Cole si alleò presto con il debuttante Kyle O'Reilly, formando un Team chiamato Future Shock. Sconfissero subito Grizzly Redwood e Mike Sydal. Partecipò al Survival of the Fittest 2010, sconfiggendo Steve Corino alle eliminatore, ma venendo eliminato in un 6-Man Elimination Match. A Final Battle 2010, i Future Shock persero contro King e Titus. Il 1º aprile, sfidarono i Kings of Wrestling e i Briscoe Brothers. L'8 luglio, diventano primi sfidanti ai titoli di coppia sconfiggendo i Bravados. Non incasseranno questa possibilità poiché i due si divideranno a inizio 2012, con Cole che formerà un Team con Eddie Edwards e O'Reilly con Davey Richards. Il 4 marzo, Cole ed Edwards sconfissero O'Reilly e Richards. A Best in the World 2012, Cole sconfisse O'Reilly in un "Hybrid Rules" match.
Il 29 giugno 2012, Cole schienò Roderick Strong, conquistando il ROH World Television Championship. Il 15 settembre, a Death Before Dishonor X: State of Emergency, Cole difense il titolo contro Mike Mondo e a Glory By Honor XI: The Unbreakable Hope il 13 ottobre, Cole lo mantenne anche contro Edwards. A Final Battle 2012, venne sconfitto da Matt Hardy in un match non valido per il titolo, ma riuscì a rimanere campione fino al 2 marzo 2013, dopo un regno di 246 giorni, venne infatti privato della cintura da Matt Taven. A Border Wars, sfidò Jay Briscoe per il ROH World Championship ma uscì sconfitto. A fine maggio, la federazione annunciò il prolungamento di contratto per Cole.
Dopo l'infortunio di Jay, il titolo ROH venne reso vacante e fu indetto da Jim Cornette un torneo per decretare un nuovo campione. Cole si iscrisse e riuscì a battere Mark Briscoe nel primo round, poi ancora Jay Lethal per accedere alla semifinale. Inaspettatamente, vinse sia contro Tommaso Ciampa, che contro Michael Elgin in finale conquistando per la prima volta il ROH World Championship. Dopo il match, Jay Briscoe salì sul ring per consegnargli la cintura, ma Cole lo attaccò alle spalle effettuando un Turn Heel. Riuscì a difendere la cintura sia in un Triple Treah contro Jay Briscoe e Michael Elgin, sia contro Chris Hero, che nel frattempo aveva fatto il suo ritorno in ROH attaccando proprio Cole. Nel frattempo, si era però creata una storyline secondo la quale Jay Briscoe aveva presentato negli show una sua versione del titolo ROH, dichiarando di essere l'unico vero campione.
Con la collaborazione iniziata nel maggio 2014 tra ROH e New Japan Pro-Wrestling, Cole ricevette come molti altri lottatori un pass per combattere in Giappone. Mantenne il titolo contro Kevin Steen e sia contro alcune stelle della NJPW, come Jushin Thunder Liger a War of the Worlds. Il suo regno di 275 giorni durò fino all'evento Best in the World 2014, quando a privarlo della cintura fu Michael Elgin. A Tokorozawa, il 10 agosto, lottando in coppia con Mike Bennett, sconfisse Captain New Japan e Jushin Thunder Liger. Tornato negli USA, Cole vinse il Survival of the Fittest, ma a Final Battle 2014, non riuscì a sconfiggere Jay Briscoe per il ROH World Championship. In seguito al match, che aveva stipulazione Fight Without Honor, Cole annunciò di essersi infortunato e che avrebbe necessitato un'operazione alla spalla.
Ultimato il recupero e la fisioterapia, fece ritorno il 12 maggio 2015 a War of the Worlds, perdendo contro A.J. Styles. Sembrava che potesse allearsi con Kyle O'Reilly, stabilizzandosi dalla parte dei Face, ma nel maggio 2016, si unisce invece ai Bullet Club.

### Pro Wrestling Guerrilla (2011–2017)
Cole ha fatto il suo debutto in Pro Wrestling Guerrilla il 22 ottobre 2011, insieme al partner abituale tag team O'Reilly nei panni di Future Shock, sfidando senza successo The Young Bucks per il PWG World Tag Team Championship. I Future Shock furono sconfitti dai RockNES Monsters (Johnny Goodtime e Johnny Yuma), a Fear il 10 dicembre. Il 21 aprile 2012,i Future Shock sono entrati nell'annuale Dynamite Duumvirate Tag Team Title Tournament 2012, dove sono arrivati alle semifinali, prima di perdere contro i futuri vincitori del torneo, Super Smash Bros. (Player Uno e Stupefied). Il 21 luglio, all'evento del nono anniversario di PWG, Future Shock sfidò senza successo i Super Smash Bros. per il PWG World Tag Team Championship in un ladder match a tre, che includeva anche The Young Bucks. Il 1º settembre, Cole è entrato nella Battaglia di Los Angeles 2012, ora lavorando sotto il suo personaggio heel "Panama City Playboy". Dopo aver sconvolto El Generico nella partita del primo turno, Cole è avanzato ai quarti di finale del giorno successivo, dove ha sconfitto Eddie Edwards. Dopo una vittoria su Sami Callihan in semifinale, Cole ha sconfitto Michael Elgin in finale vincendo la Battaglia di Los Angeles del 2012 e diventando il contendente numero uno al PWG World Championship. Dopo la sua vittoria, Cole ha attaccato il campione in carica, Kevin Steen, e se n'è andato con la cintura del titolo.
Il 1° dicembre, Cole ha sconfitto Steen in un Guerilla Warfare Match per diventare il nuovo campione del mondo PWG. Il 12 gennaio 2013, Cole si è riunito con Kyle O'Reilly per partecipare al Dynamite Duumvirate Tag Team Title Tournament 2013. Dopo aver sconfitto i Dojo Bros (Eddie Edwards e Roderick Strong) nel primo turno, i Future Shock sono stati eliminati dal torneo in semifinale da El Generico e Kevin Steen. Il 23 marzo, Cole ha difeso con successo il campionato mondiale PWG contro Drake Younger, seguito da un'altra difesa contro il rivale di lunga data, Sami Callihan, legato alla WWE, sei cadute a cinque in un Iron Man match di 60 minuti il 16 giugno. Due mesi dopo, all'evento del decimo anniversario del PWG, Cole mantenne con successo il suo titolo in un Guerilla Warfare Triple Threat Match contro Drake Younger e Kevin Steen. Il 31 agosto, Cole formò una nuova stable heel chiamata "Mount Rushmore of Wrestling" con Kevin Steen e The Young Bucks, quando i quattro attaccarono il vincitore della Battle of Los Angeles 2013 Kyle O'Reilly, Candice LeRae, Joey Ryan e l'arbitro Rick Knox. Il 19 ottobre, Cole sconfisse O'Reilly, con l'aiuto dei suoi nuovi compagni di scuderia, e il 20 e 21 dicembre sconfisse rispettivamente Chris Hero e Johnny Gargano, per realizzare la sua quarta, quinta e sesta difesa di successo del campionato mondiale PWG. Il 31 gennaio 2014, il 426º giorno del suo regno titolato, Cole è diventato il campione del mondo PWG in carica più longevo. Cole ha continuato il suo regno il 28 marzo, difendendo con successo il titolo contro la wrestler Candice LeRae. Il regno da record di Cole si è concluso il 23 maggio 2014, quando ha perso il titolo contro Kyle O'Reilly in un "Knockout or Submission Only Match".
L'11 dicembre 2015, Cole ha fatto un ritorno a sorpresa al PWG, unendosi a Roderick Strong, Super Dragon e The Young Bucks come nuovo membro di Mount Rushmore 2.0. Il 19 maggio 2017, Cole ha avuto la sua partita d'addio in PWG, dove è stato sconfitto da Sami Callihan.

### WWE (2017–2021)

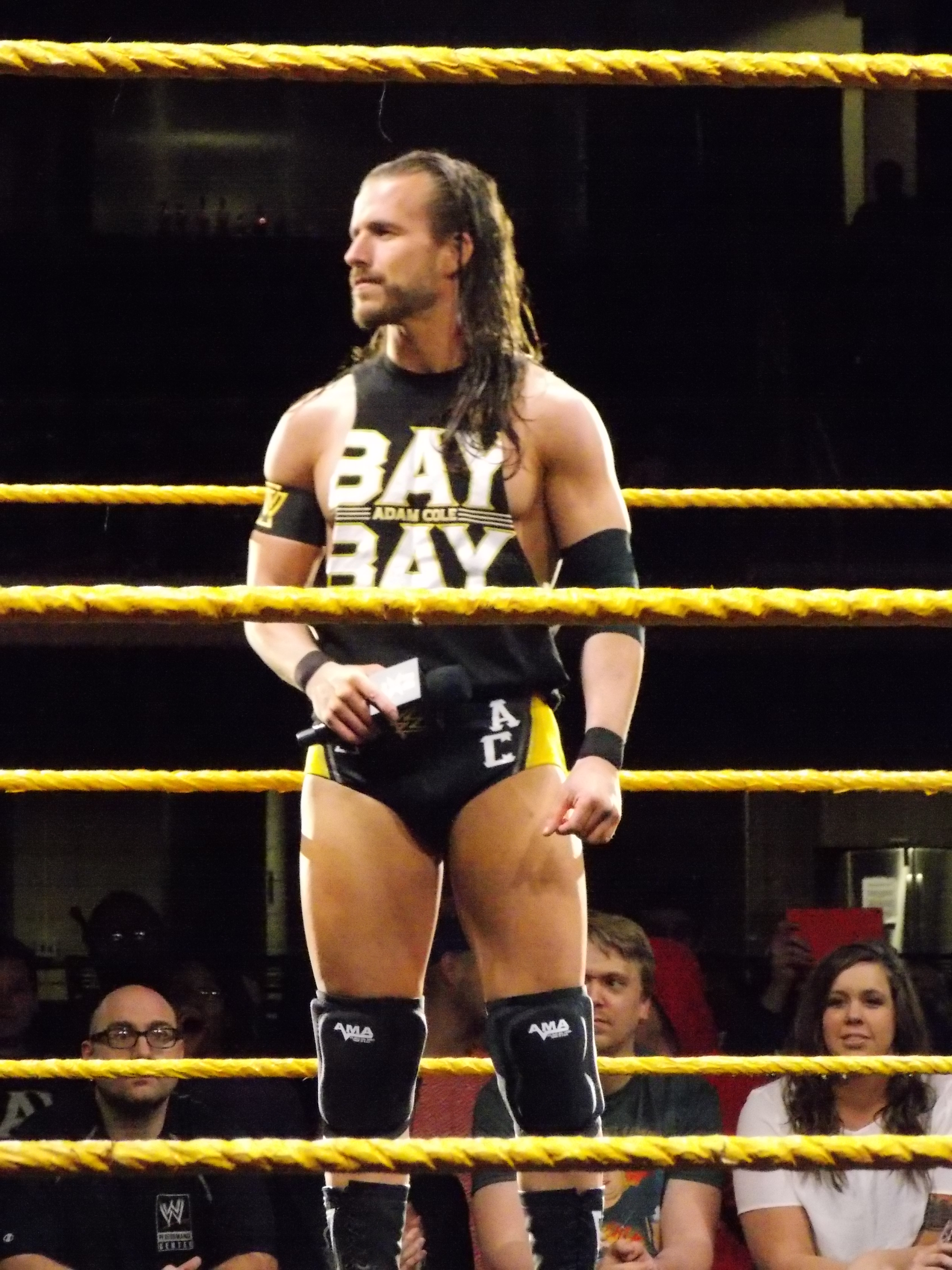
Adam Cole nel 2019

Il 14 agosto 2017 si sono diffuse numerose notizie circa il debutto di Cole in WWE. Tale debutto è infatti avvenuto il 19 agosto 2017 a NXT TakeOver: Brooklyn III, dove Cole, e i reDRagon, formati da Bobby Fish e Kyle O'Reilly, hanno attaccato il nuovo NXT Champion Drew McIntyre, stabilendosi come un heel. Di conseguenza, Cole è stato assegnato al territorio di sviluppo della WWE, NXT. Nella puntata di NXT del 14 settembre Cole, Fish e O'Reilly hanno attaccato Drew McIntyre dopo il suo confronto con Roderick Strong; in seguito, il trio si è fatto nominare The Undisputed Era. Nella puntata di NXT del 27 settembre Cole ha sconfitto l'NXT Tag Team Champion Eric Young. Nella puntata di NXT del 18 ottobre il match tra l'Undisputed Era e i SAnitY è terminato in no-contest a causa dell'intervento degli Authors of Pain. Il 18 novembre, a NXT TakeOver: WarGames, l'Undisputed Era ha sconfitto i SAnitY e il team formato dagli Authors of Pain e Roderick Strong in un WarGames match. Nella puntata di NXT del 13 dicembre Cole è stato sconfitto da Aleister Black, fallendo nell'opportunità di inserirsi in un Fatal 4-Way match per determinare il contendente nº1 all'NXT Championship di Andrade "Cien" Almas. Il 27 gennaio, a NXT TakeOver: Philadelphia, Cole è stato sconfitto da Aleister Black in un Extreme Rules match. Il 28 gennaio, alla Royal Rumble, Cole ha fatto la sua prima apparizione nel roster principale partecipando all'omonimo match del pay-per-view entrando col numero 23 ma è stato eliminato da Rey Mysterio. Nella puntata di NXT del 7 febbraio l'Undisputed Era ha sconfitto i SAnitY in un Six-man Tornado Tag Team match. Nella puntata di NXT del 28 febbraio Cole ha sconfitto Cezar Bononi. Nella puntata di NXT del 14 marzo Cole ha affrontato Pete Dunne per il WWE United Kingdom Championship ma è stato sconfitto per squalifica. Nella puntata di NXT del 21 marzo Cole ha sconfitto Kassius Ohno. Il 7 aprile, a NXT TakeOver: New Orleans, Cole ha vinto un Ladder match che includeva anche EC3, Killian Dain, Lars Sullivan, Ricochet e Velveteen Dream conquistando così l'NXT North American Championship per la prima volta. Inoltre, quella stessa sera, Cole e O'Reilly hanno difeso con successo l'NXT Tag Team Championship in un Triple Threat Tag Team match contro gli Authors of Pain e la coppia formata da Pete Dunne e Roderick Strong. Cole, infatti, era in sostituzione dell'infortunato Bobby Fish ed ha potuto difendere il titolo sotto la "Freebird Rule" (senza però venire riconosciuto come campione dalla WWE). Inoltre, Cole e O'Reilly si sono anche aggiudicati il torneo Dusty Rhodes Tag Team Classic. Nella puntata di NXT del 25 aprile Cole ha difeso con successo l'NXT North American Championship contro Oney Lorcan. Nella puntata di NXT del 16 maggio Cole, O'Reilly e Strong sono stati sconfitti da Danny Burch, Oney Lorcan e Pete Dunne. Il 19 giugno, durante l'evento NXT U.K. Championship, Cole ha difeso con successo il titolo contro Wolfgang. Nella puntata di NXT del 27 giugno l'Undisputed ERA ha sconfitto i Moustache Mountain (Trent Seven e Tyler Bate) e Ricochet. Nella puntata di NXT dell'11 luglio Cole ha sconfitto Danny Burch. Nella puntata di NXT del 25 luglio Cole ha sconfitto Sean Maluta in un match non titolato. Il 18 agosto, a NXT TakeOver: Brooklyn IV, Cole ha perso l'NXT North American Championship contro Ricochet dopo 133 giorni di regno. Il 17 novembre, a NXT TakeOver: WarGames II, l'Undisputed ERA è stata sconfitta dai War Raiders, Pete Dunne e Ricochet in un WarGames match. Nella puntata di NXT del 13 febbraio 2019 Cole è stato sconfitto da Ricochet. Nella puntata di NXT del 20 marzo Cole ha vinto un Fatal 5-Way match contro Aleister Black, Matt Riddle, Ricochet e Velveteen Dream conquistando la possibilità di sfidare Johnny Gargano a NXT TakeOver: New York per il vacante NXT Championship. Il 5 aprile, a NXT TakeOver: New York, Cole ha affrontato Johnny Gargano in 2-out-of-3 Falls match per il vacante NXT Championship ma è stato sconfitto per 2-1. Nella puntata di NXT dell'8 maggio Cole è stato sconfitto da Matt Riddle. Il 1º giugno, a NXT TakeOver: XXV, Cole ha sconfitto Johnny Gargano conquistando l'NXT Championship per la prima volta. Il 13 luglio, a Evolve 131 (un evento organizzato con la partecipazione della WWE, della Evolve e della WWN), Cole ha difeso con successo il titolo contro Akira Tozawa. Il 10 agosto, a NXT TakeOver: Toronto II, Cole ha difeso con successo il titolo contro Johnny Gargano in un 2-out-of-3 Falls match (composto da un Single match, uno Street Fight e un Asylum match) per 2-1. Nella puntata di NXT del 4 settembre Cole ha difeso con successo il titolo contro Jordan Myles. Nella puntata di NXT del 2 ottobre Cole ha difeso con successo il titolo contro Matt Riddle. Nella puntata di SmackDown del 1º novembre Cole ha difeso con successo il titolo contro Daniel Bryan. Nella puntata di Raw del 4 novembre Cole è stato sconfitto da Seth Rollins per squalifica a causa dell'intervento dell'Undisputed Era, ma ha comunque mantenuto l'NXT Championship. Nella puntata di NXT del 20 novembre Cole ha sconfitto Dominik Dijakovic in un Ladder match non titolato. Il 24 novembre, a Survivor Series, Cole ha difeso con successo il titolo contro Pete Dunne. Nella puntata di NXT del 18 dicembre Cole ha difeso con successo il titolo contro Finn Bálor, grazie anche alla distrazione di Johnny Gargano. Nella puntata di NXT del 12 febbraio 2020 Cole ha sconfitto Kushida in un match non titolato. Il 16 febbraio, a NXT TakeOver: Portland, Cole ha difeso con successo il titolo contro Tommaso Ciampa grazie all'attacco di Johnny Gargano ai danni dello stesso Ciampa. Nella puntata di NXT del 22 aprile Cole e Strong sono stati sconfitti da Dexter Lumis e Velveteen Dream. Nella puntata di NXT del 6 maggio Cole ha difeso con successo il titolo contro Velveteen Dream. Il 7 giugno, a NXT TakeOver: In Your House 2020, Cole ha difeso con successo il titolo contro Velveteen Dream in un Last Chance Backlot Brawl. Nella puntata di NXT del 10 giugno Cole ha sconfitto Dexter Lumis in un match non titolato. L'8 luglio, ad NXT The Great American Bash, Cole ha perso il titolo contro Keith Lee in un Winner Takes All match, in cui era in palio anche l'NXT North American Championship di Lee, dopo un lungo regno durato 396 giorni. Il 22 agosto, a NXT TakeOver: XXX, Cole ha sconfitto Pat McAfee. Nella puntata speciale NXT Super Tuesday del 1º settembre Cole ha partecipato ad un 60–minute Iron Man Fatal 4-Way match che comprendeva anche Finn Bálor, Johnny Gargano e Tommaso Ciampa per la riassegnazione del vacante NXT Championship ma l'incontro è terminato in pareggio tra lo stesso Cole e Bálor sul 2-2. Nella puntata speciale NXT Super Tuesday II del 2 settembre (andata in onda l'8 settembre) Cole ha affrontato Finn Bálor per il vacante NXT Championship ma è stato sconfitto. Nella puntata di NXT del 30 settembre Cole ha sconfitto Austin Theory. Il 6 dicembre, a NXT TakeOver: WarGames IV, l'Undisputed Era sconfisse Danny Burch, Oney Lorcan, Pat McAfee e Pete Dunne in un WarGames match. Nella puntata di NXT del 23 dicembre Cole sconfisse Velveteen Dream. Nella puntata di NXT del 13 gennaio 2021 Cole e Roderick Strong sconfissero i Breezango negli ottavi di finale del Dusty Rhodes Tag Team Classic. Nella puntata di NXT del 3 febbraio Cole e Strong vennero sconfitti da Timothy Thatcher e Tommaso Ciampa nei quarti di finale del Dusty Rhodes Tag Team Classic.
Il 14 febbraio, a NXT TakeOver: Vengeance Day, Cole e Roderick Strong aiutarono Kyle O'Reilly e Finn Bálor, al termine del match tra lo stesso Bálor e Pete Dunne per l'NXT Championship del primo, dall'assalto dello stesso Dunne, Danny Burch e Oney Lorcan, ma poco dopo Cole attaccò O'Reilly. Nella puntata di NXT del 17 febbraio Cole attaccò nuovamente O'Reilly durante un match tra questi, Strong e Bálor contro Burch, Dunne e Lorcan vinto da questi ultimi. Nella puntata di NXT del 10 marzo Cole affrontò Finn Bálor per l'NXT Championship ma venne sconfitto. L'8 aprile, nella seconda serata di NXT TakeOver: Stand & Deliver, Cole venne sconfitto da Kyle O'Reilly in un Unsanctioned match. Il 13 giugno, a NXT TakeOver: In Your House, Cole partecipò ad un Fatal 5-Way match per l'NXT Championship che comprendeva anche il campione Karrion Kross, Johnny Gargano, Kyle O'Reilly e Pete Dunne ma il match venne vinto da Kross. Il 6 luglio, nella puntata speciale NXT The Great American Bash, Cole prevalse su O'Reilly. Il 22 agosto, a NXT TakeOver 36, fu sconfitto da O'Reilly nel loro ultimo match, un 2-out-of-3 Falls match (composto da un match singolo, uno street fight e uno steel cage match), perso per 2-1.
Il 23 agosto alla scadenza del contratto con la WWE, diventò Free agent.

### All Elite Wrestling (2021–presente)
Il 5 settembre 2021, debuttò nella All Elite Wrestling durante All Out, riunendosi ai suoi ex-compagni nel Bullet Club Kenny Omega e gli Young Bucks.

## Personaggio

### Mosse finali
- Figure-four leglock – 2010-2017

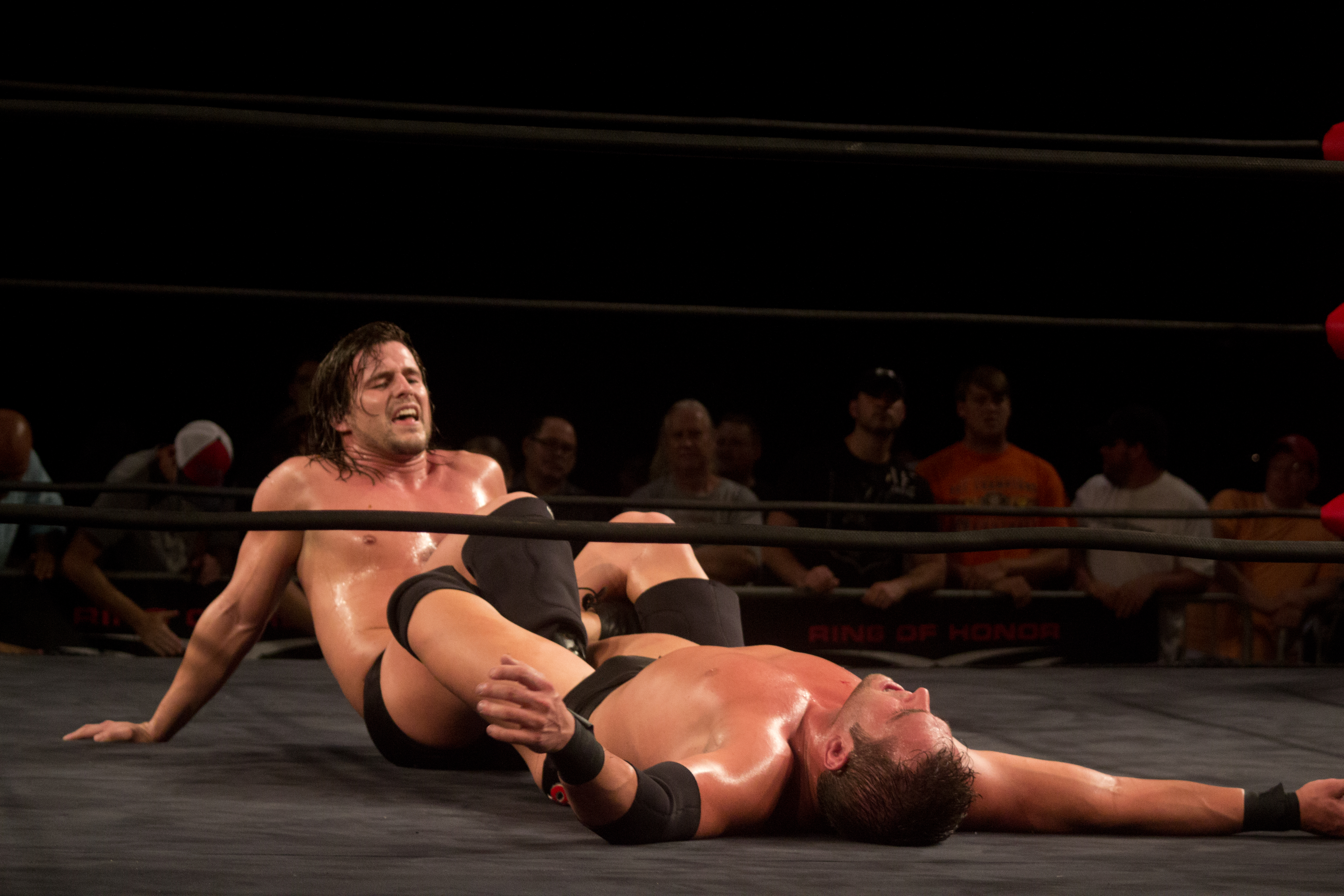
Adam Cole mentre applica una Figure-four leglock su Roderick Strong

- Florida Keys (Bridging cross-armed suplex) – 2008-2017
- Last Shot (NXT)/Boom (AEW) (Shining wizard, solitamente sulla nuca dell'avversario) – 2017–presente
- Panama Sunrise (Second rope Sunset flip piledriver)

### Soprannomi
- "The Best Damn Pro Wrestler on the Planet"
- "The Industry Ruler"
- "The One"
- "The Panama City Playboy"

## Titoli e riconoscimenti
- All Elite Wrestling
  - AEW TNT Championship (1)
  - Men's Owen Hart Cup (2022)
  - Dynamite Award (1)

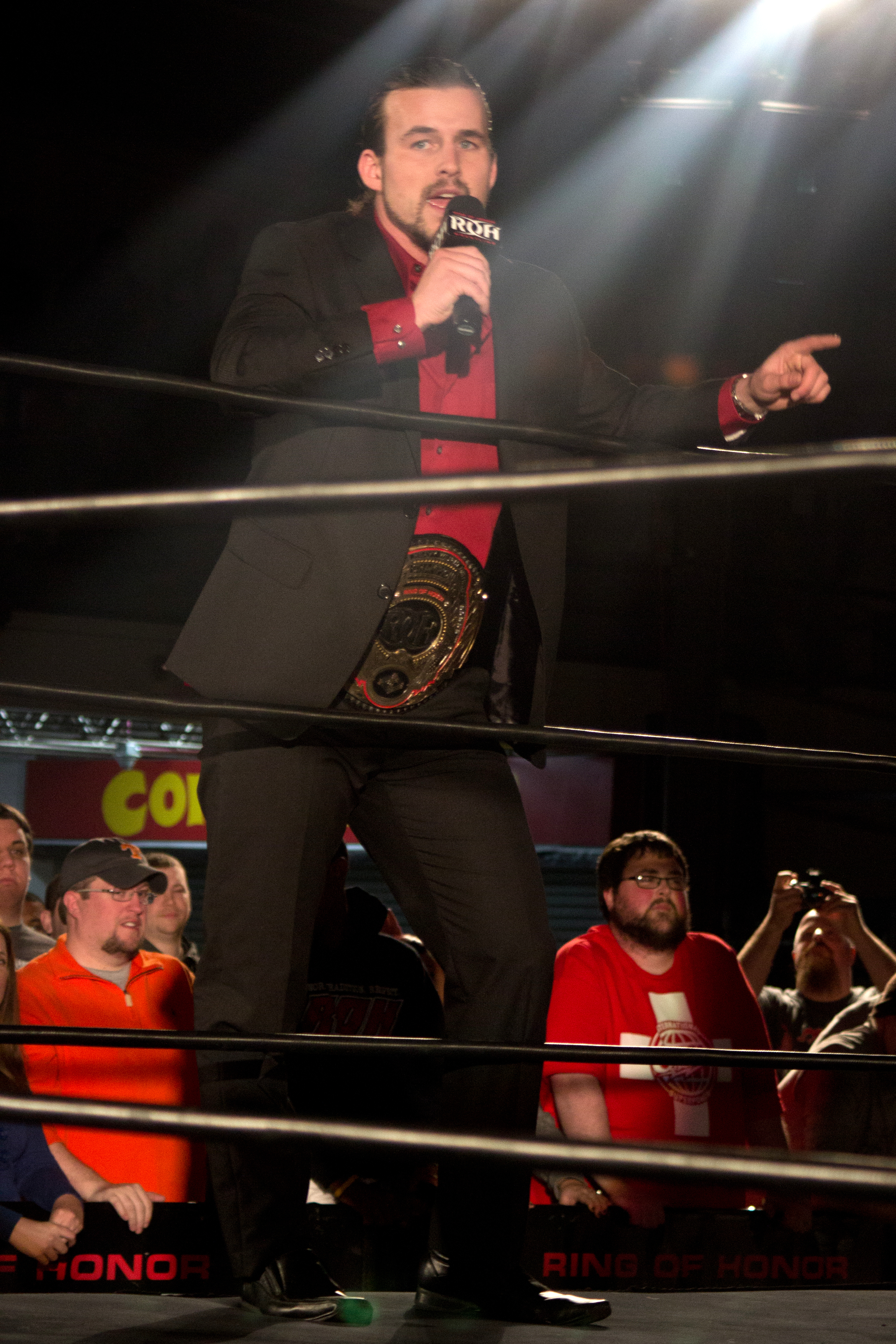
Cole con il ROH World Championship, titolo che ha detenuto tre volte

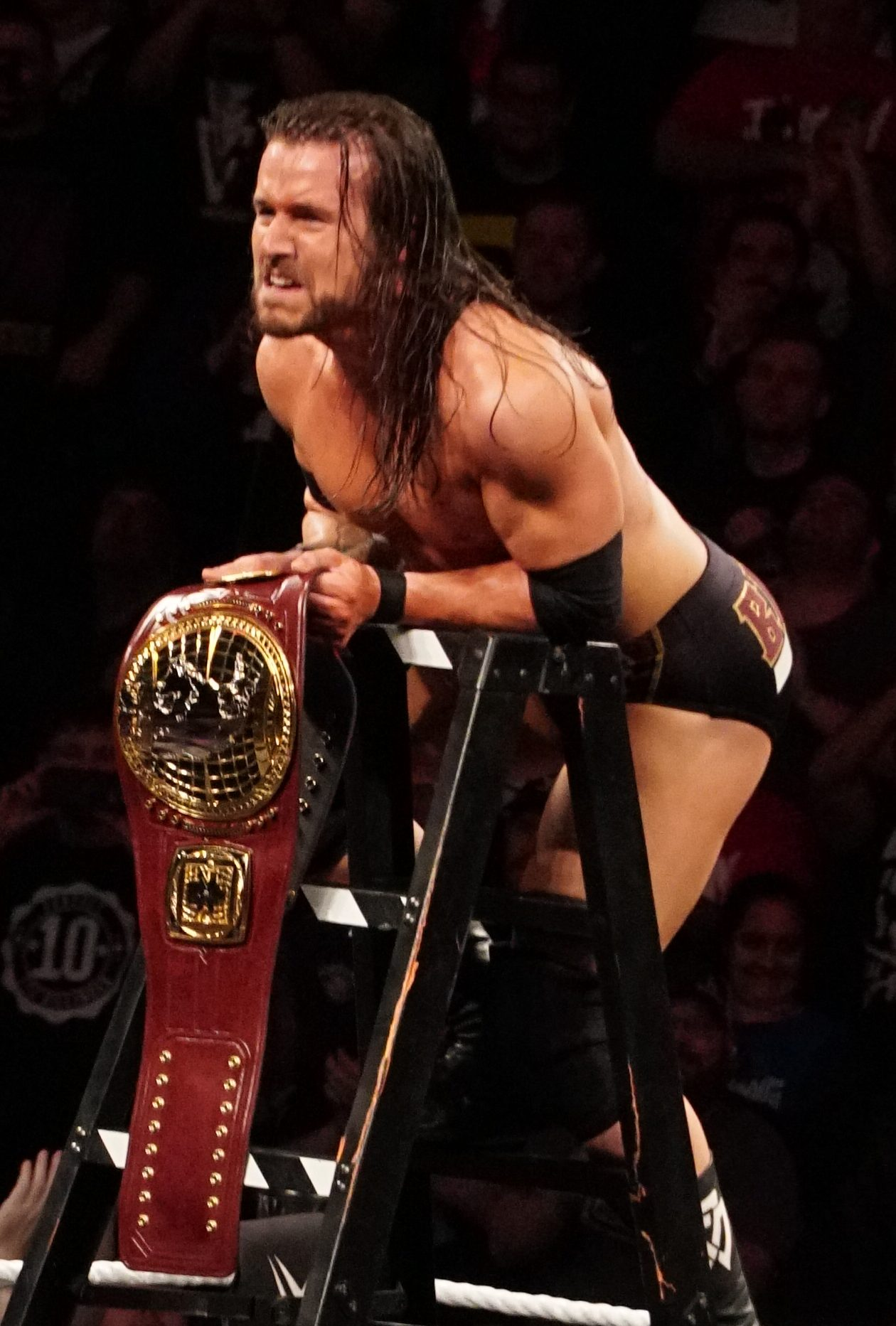
Cole con l'NXT North American Championship, titolo che ha detenuto una volta

    - Biggest Surprise (2022) - Il debutto in AEW
- Combat Zone Wrestling
  - CZW World Junior Heavyweight Championship (1)
- Dreams Fighting Entertainment
  - DFE Openweight Championship (1)
- Eastern Wrestling Alliance
  - EWA Cruiserweight Championship (1)
- Maryland Championship Wrestling
  - MCW Rage Television Championship (2)
- New Horizon Pro-Wrestling
  - NHPW Art of Fighting Championship (1)
- Premier Wrestling Xperience
  - PWX Heavyweight Championship (1)
- Preston City Wrestling
  - PCW Cruiserweight Championship (1)
- Pro Wrestling Guerrilla
  - PWG World Championship (1)
- Pro Wrestling Illustrated
  - Wrestler of the Year (2019)
  - 2º tra i 500 migliori wrestler singoli nella PWI 500 (2020)
- Pro Wrestling World–1
  - World-1 North American Championship (1)
- Real Championship Wrestling
  - RCW Cruiserweight Championship (1)
  - RCW Tag Team Championship (1) – con Devon Moore
- Ring of Honor
  - ROH World Championship (3)
  - ROH World Tag Team Championship (1) – con MJF
  - ROH World Television Championship (1)
- SoCal Uncensored
  - Match of the Year (2012) - con Kyle O'Reilly vs. Super Smash Bros. vs. The Young Bucks
  - Match of the Year (2016) - con The Young Bucks vs. Matt Sydal, Ricochet e Will Ospreay
  - Wrestler of the Year (2016)
- WWE
  - NXT Championship (1)
  - NXT North American Championship (1)
  - NXT Tag Team Championship (1) – con Bobby Fish, Kyle O'Reilly e Roderick Strong[40]
  - Dusty Rhodes Classic (edizione 2018) – con Kyle O'Reilly
  - 2º NXT Triple Crown Champion
  - NXT Year-End Award (7)
    - Male Competitor of the Year (edizione 2019, edizione 2020)
    - Overall Competitor of the Year (edizione 2019)
    - Match of the Year (edizione 2019) - vs. Johnny Gargano a NXT TakeOver: New York
    - Rivalry of the Year (edizione 2019) - vs. Johnny Gargano
    - Rivalry of the Year (edizione 2020) - vs. Pat McAfee
    - Tag Team of the Year (edizione 2020) - con Bobby Fish, Kyle O'Reilly e Roderick Strong
- Wrestling Observer Newsletter
  - Rookie of the Year (2010)
  - Feud of the Year (2019) - vs. Johnny Gargano
  - 5 Star Match (2016) - con The Young Bucks vs. Matt Sydal, Ricochet e Will Ospreay
  - 5 Star Match (2018) - vs. Velveteen Dream, Lars Sullivan, Ricochet, EC3 e Killian Dain
  - 5½ Star Match (2019) - vs. Johnny Gargano
  - 5¼ Star Match (2019) - vs. Johnny Gargano
  - 5 Star Match (2021) - con The Young Bucks vs. Luchasaurus, Jungle Boy e Christian Cage